# 8973 Pratincola
8973 Pratincola è un asteroide della fascia principale. Scoperto nel 1973, presenta un'orbita caratterizzata da un semiasse maggiore pari a 2,3944107 UA e da un'eccentricità di 0,1590265, inclinata di 4,42592° rispetto all'eclittica.